# Minofala instans
Minofala instans là một loài bướm đêm trong họ Noctuidae.